# 上刈ミカン

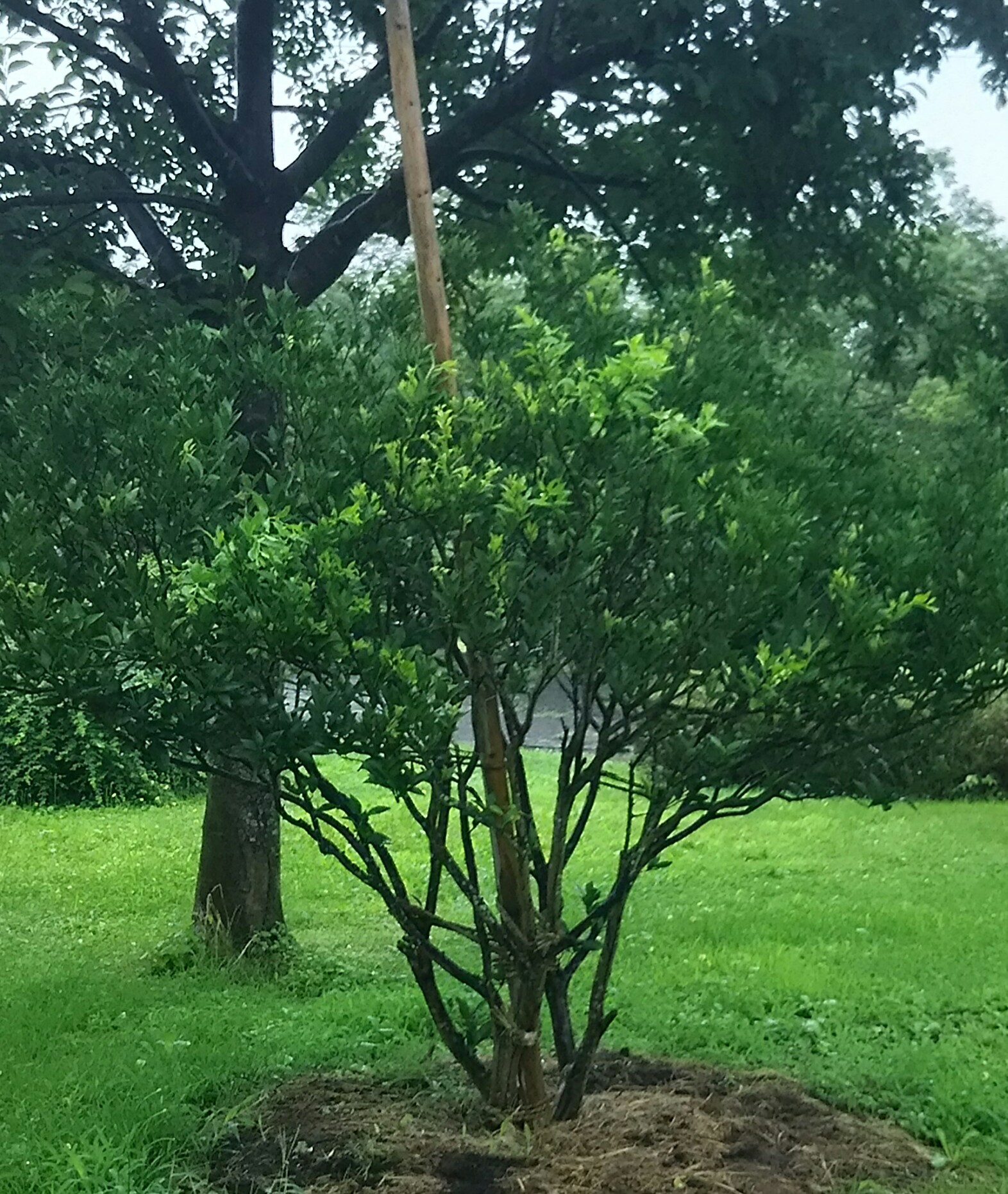
フォッサマグナミュージアム前庭の上刈ミカンの若木（2016年7月17日）

上刈ミカン（うえかりミカン）は、新潟県糸魚川市の上刈（うえかり）地区を中心に栽培されていたミカンの品種で、別名を糸魚川ミカン（いといがわミカン）ともいう。日本での食用ミカン栽培北限の品種とされ、糸魚川の出身で詩人・歌人として知られる相馬御風は、1936年に作詞した『糸魚川小唄』の一節で、「こうじ蜜柑の色づく頃は濡らすまいぞえ稲架（はさ）の稲」と詠っている。「ミカン巻き」（ほだ巻き）といわれる木の冬囲いや、寒空の下でのミカン露店売買風景は、糸魚川地方の冬の風物詩であった。温州ミカンの普及による商品価値の下落や、原木の老齢化による枯死、寒害などの影響によって絶滅が危惧されるほどに木の数が減少しているが、近年保護が図られている。

## 歴史
上刈ミカンは、紀州ミカンの系統に属するとも、柑子ミカンをカラタチの台木に接ぎ木したものともいわれる。例年5月から6月にかけて、爽やかな芳香のある小さくて白い星形の花を咲かせ、新芽も柑橘系のよい香りを漂わせる。実の形状は扁平で小ぶり、皮は薄くて種が多く、香りがよい。味は酸味が強いが、正月頃まで保存しておくと甘くなる。江戸時代、宝暦年間（1751年-1763年）にはすでに糸魚川地方で栽培されていたとされ、古株の年輪もそれを裏づけている。1902年に記録された柑橘名産地の統計では、全国27地域の栽培面積の合計は9,334ヘクタール、生産金額は327万円だった。この統計では糸魚川（上刈）ミカンは栽培面積わずかに2ヘクタール、生産金額1,000円でともに最下位だったが、掲載された柑橘名産地の中で、突出して北に離れていた。

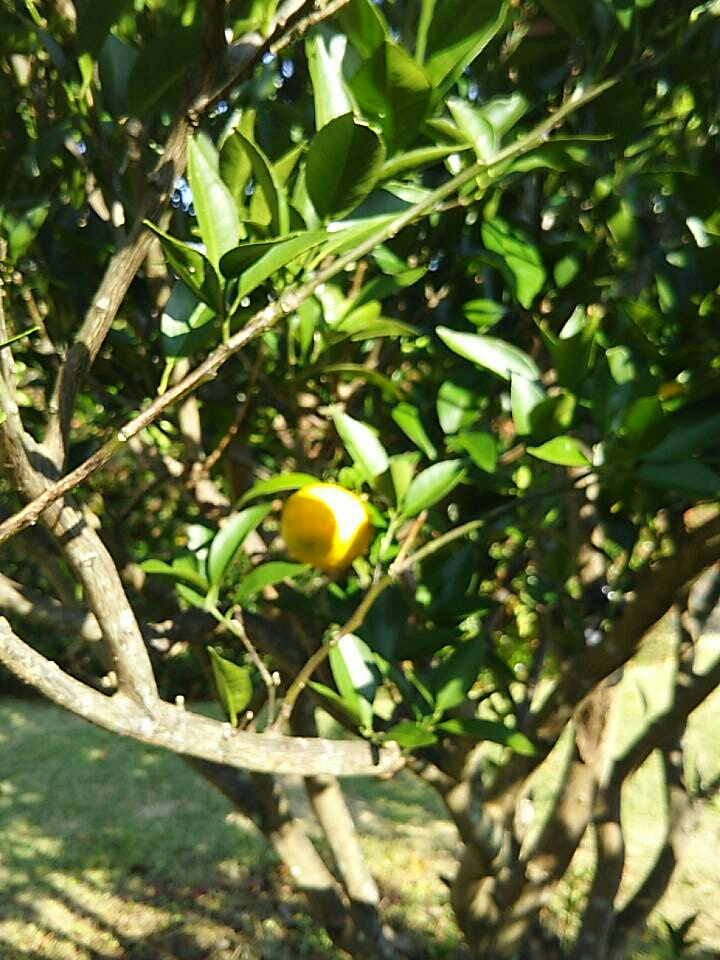
フォッサマグナミュージアム前庭の上刈ミカンの果実（2016年11月4日）

上刈ミカンの栽植地は、海岸沿いから約800メートル内陸に入った洪積台地に分布している栽植地の土壌は砂礫を含む壌土などで水はけ良く、適度な保湿力もあるが、北または北西方向に傾斜があるため、北西からの強風をまともに受ける不利な面があった。温暖な気候を好む柑橘類に属するミカンが、日本海沿岸で降雪地帯に位置する糸魚川地方で栽培されていた理由は、沿岸を北上している対馬暖流の影響による。日本における柑橘類の栽培条件は、年の平均気温が15度以上、冬季における月の平均気温が5度以上で最低気温が零下5度を下回らないこととされる。糸魚川地方の1948年から1957年まで10年間にわたる月別平均気温の統計によれば、1月と2月の月平均気温はそれぞれ3.8度、3.7度と最低気温の条件を満たしていないが、年平均の気温は14.9度となっていて温度条件をほぼ満たしている。糸魚川より北に位置する刈羽郡西山町（2005年5月1日に柏崎市に編入合併）のミカンや、西蒲原郡巻町（2005年10月10日に新潟市に編入合併）のユズなど、自家で消費する程度の柑橘類の栽培が行われていたのは、同様に対馬暖流の影響と考えられている。このミカンを主に栽培していた上刈地区においては、昭和の初期まで茶を少量ながらも栽培していたし、大正の頃からはビワの栽培も続けられている。
糸魚川地方では、秋から冬は日本海側特有の日照不足と降雪が、ミカン栽培における阻害要因となる。気圧配置が西高東低の冬型になると、日本海側は季節風が吹き荒れ、天候が崩れて日照時間が少なくなる。そのため、他の主要なミカン産地の年平均日照時間2000時間以上に対して、日照時間は約1800時間にとどまる。しかも、冬季は約100日間にわたって降雪があり、上刈地区でも約80日間は平均で1メートルの積雪がある。この日照不足と降雪の害からミカンを守ったのは、「ミカン巻き」といわれる木の冬囲いであった。「ミカン巻き」の作業は、実の収穫が終わった後に行われる。枝を縄でまとめて束ね、中心部に寄せて縛り上げる作業を繰り返して全体を円錐形にまとめる。支えにはさ木を6本から8本ほど置いて、上方で固く一つに縛り、その上から稲わらで編んだ「のま」を巻いて仕上げに上から押さえの縄を張り巡らせる。この「ミカン巻き」によって、ミカンは強風や降雪の害から守られ、通気性がよく保温効果もある雪国ならではの農民の知恵であった。

上刈ミカンは、明治時代の後期に最盛期を迎えた。1911年に発行された『新潟県園芸要鑑』という資料では、面積3ヘクタール、産額26,585貫（99,694キログラム）、価格は15,951円だった。統計中で最高の数値は北陸農政局による1909年のもので、102トンの産額だった。ミカンの木のうちで大きなものは、1株当たりの枝の広がりが16坪ほどもあり、1本あたりで15,000個単位の収穫を上げていた。道路交通の発達によって、消費地が富山県東部や長野県の安曇地方などの近県にまで広がり、ミカンの収穫後から冬にかけては、道路わきや雁木の下に近在の農婦たちが露店を出して賑わいを見せた。糸魚川に「みかん屋」という屋号を持つ家があるのは、この頃のミカン仲買商の流れという。

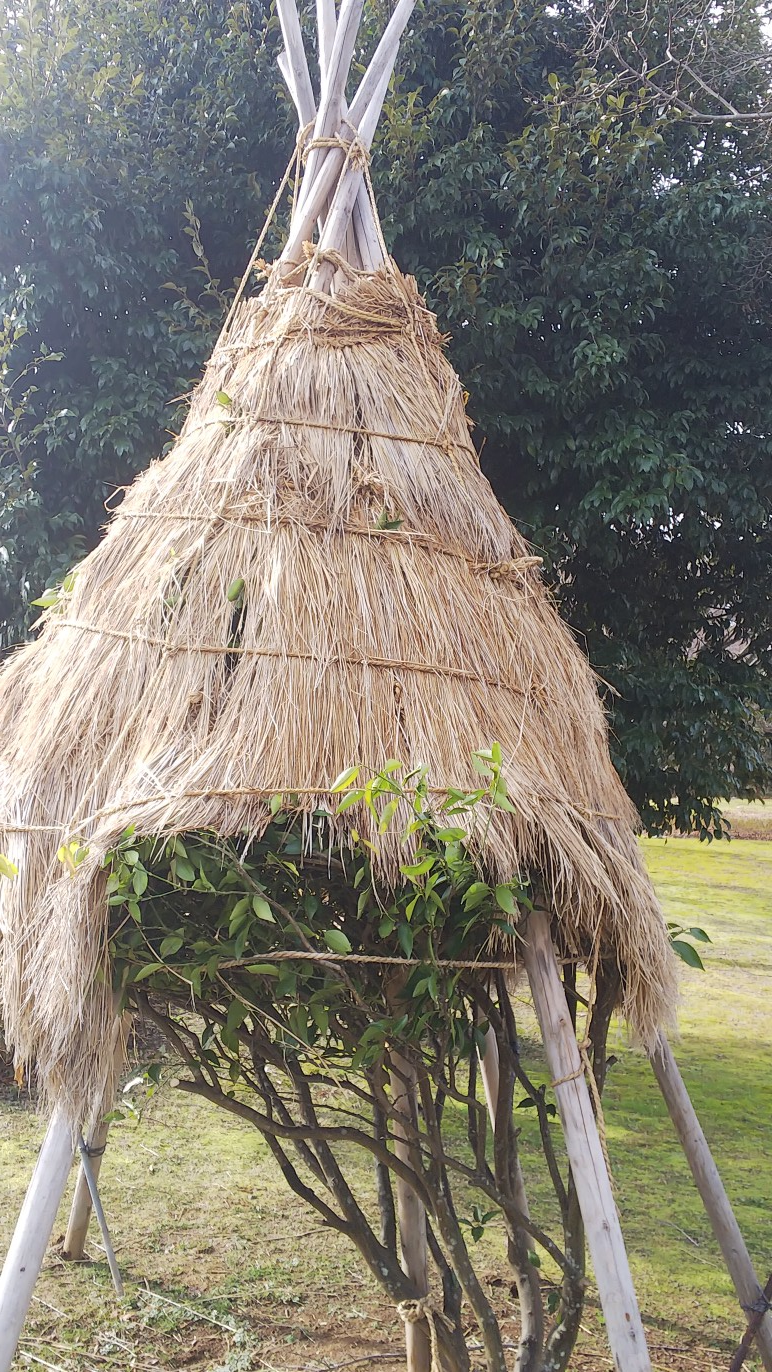
冬季のミカン巻き、フォッサマグナミュージアム前庭（2020年1月19日）

大正時代に入ると、上刈ミカンは急速に衰退し始めた。1913年の『新潟県産業調査表』という資料では、木の本数が698本と記録されていて、2年前の『新潟県園芸要鑑』の数値に比べて約65パーセントに減少していた。1914年の西頸城郡による統計では、産額こそ18,000貫（67,500キログラム）と1911年の統計に比して70パーセント以下の減少だったが、価格は1,800円と12パーセント以下に暴落している。この著しい衰退の原因としては、1912年の北陸線開通によって、大粒で甘い温州ミカンが流通し始めたことが挙げられている。小粒で酸味の強い上刈ミカンは温州ミカンに太刀打ちできず、手数のかかる冬季の「ミカン巻き」の重労働も嫌われて、上刈ミカンの木は枯死や伐採の運命を次々に迎えることになった。大正の末には、糸魚川地方に工場が建設された。糸魚川の農家の労働力はそれらの工場や鉄道での労働に流れて、ミカン栽培は一層衰退の道をたどっていった。相馬がミカン畑の情景を『糸魚川小唄』で詠んだころには、すでに上刈ミカンの実る情景は昔のこととなりつつあった。
1955年頃には、上刈ミカンの木は約50本にまで減り、1980年頃にはわずか12本を数えるまでに減ってしまった。糸魚川市では、1974年4月29日に当時残っていた原木3本を市の天然記念物に指定して保護を図っていたが、この原木もその後枯死してしまい、指定解除となった。
その後地元上刈地区の老人会の人々が、ボランティアとして上刈ミカンの木の保護と管理に取り組み始めた。市内のフォッサマグナミュージアム前庭や上刈地区の公園内などにある木や、2011年から植樹を始めた次郎太郎池近くのミカン畑などで、春夏の草取りや追肥、秋の収穫、冬の「ミカン巻き」作業などに勤しんでいる。